# Idaea pyraustaria
Idaea pyraustaria är en fjärilsart som beskrevs av Achille Guenée 1858. Idaea pyraustaria ingår i släktet Idaea och familjen mätare. Inga underarter finns listade i Catalogue of Life.